# Tipula geniculatus
Tipula geniculatus är en tvåvingeart som först beskrevs av Fabricius 1787.  Tipula geniculatus ingår i släktet Tipula och familjen fjädermyggor.
Artens utbredningsområde är Tyskland. Inga underarter finns listade i Catalogue of Life.